# Cardal (Mealhada)
O Cardal é uma aldeia da freguesia de Mealhada, Município da Mealhada agora integrada na malha urbana da Cidade da Mealhada.
Aqui se situam o Hospital da Misericórdia e o Centro de Saúde.